# Golden Foot

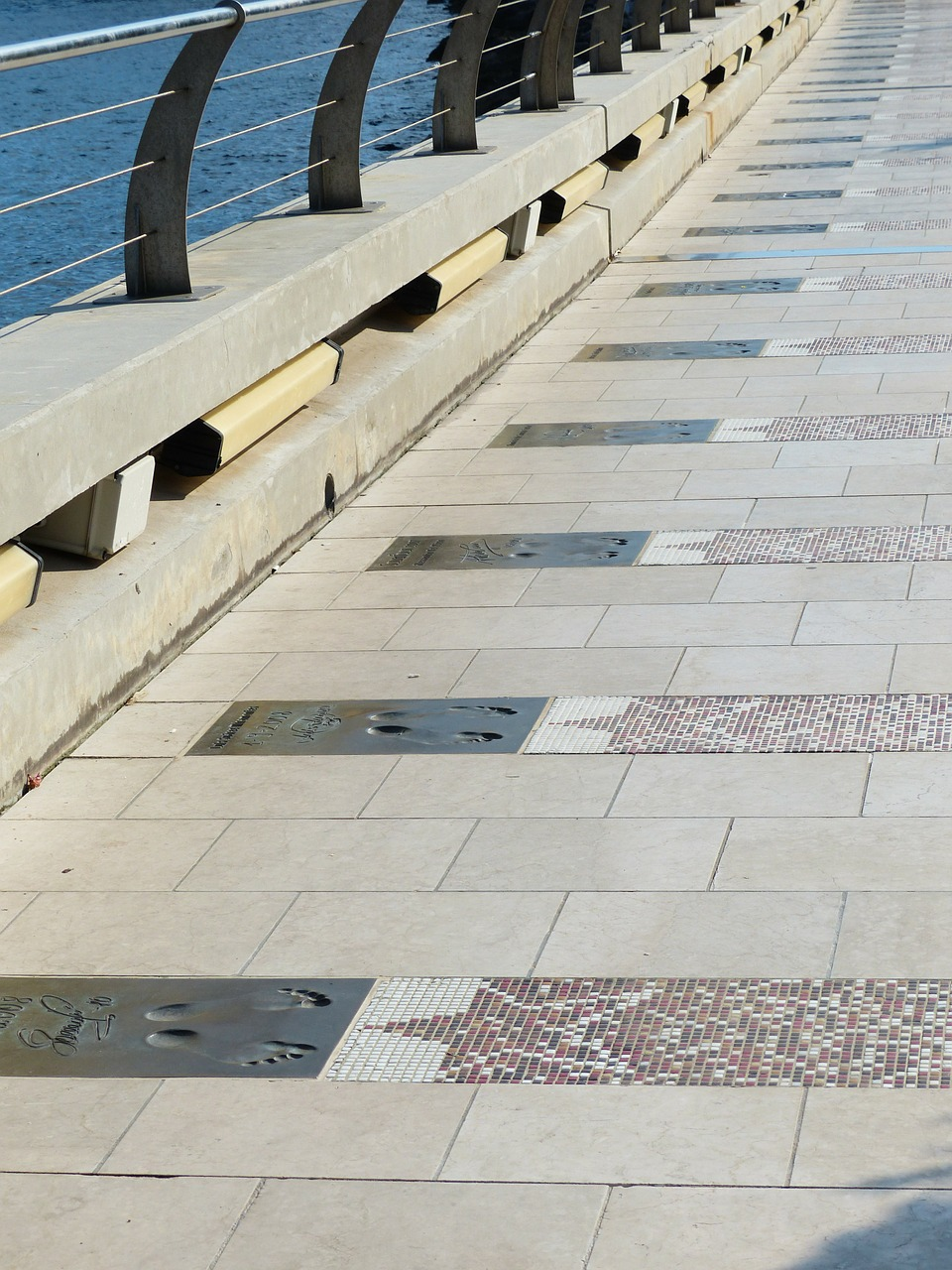
La promenade des champions avec les empreintes des vainqueurs du prix.

Le prix Golden Foot est un prix international de football remis chaque année depuis 2003 pour récompenser la carrière d'un joueur pour l'ensemble de ses performances. Ce prix ne récompense donc pas un joueur sur l'année écoulée. Le joueur choisi doit s'être distingué par ses réalisations athlétiques (à la fois comme individu et comme acteur de l'équipe) et par sa personnalité. Le prix est seulement donné aux joueurs actifs d'au moins 28 ans, et ne peut être gagné qu'une fois. Un trophée dans la catégorie des légendes est également remis aux anciens joueurs.
Chaque mois de janvier, un jury composé de journalistes internationaux dresse une liste de trente candidats parmi les joueurs de plus de 28 ans encore en activité dans le monde. Sur cette liste, à la suite d'un sondage en ligne où tout le monde peut voter, les noms de dix nommés sont dévoilés en avril. Après un second vote du public sur le site officiel, le prix Golden Foot est décerné au vainqueur en octobre.
Le vainqueur gagne un trophée en or et laisse un moule en bronze de ses empreintes sur "La Promenade des Champions", en bord de mer de la Principauté de Monaco.
Depuis 2009, une vente de charité accompagne l'événement Golden Foot. Cette vente aux enchères a lieu lors de la soirée de gala à l'Hôtel de Paris, et amasse des fonds pour la lutte contre le sida.
Depuis 2020, un "Golden Foot Prestige" a été créé pour récompenser un acteur du monde du football.

## Les lauréats

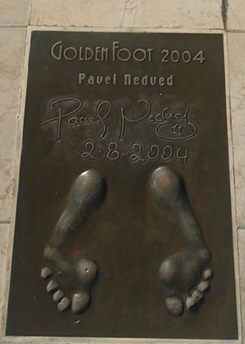
Empreinte des pieds et signature de Pavel Nedvěd, vainqueur 2004.

| Année | Joueur               | Club              | Votes  |
| ----- | -------------------- | ----------------- | ------ |
| 2003  | Roberto Baggio       | Brescia Calcio    |        |
| 2004  | Pavel Nedvěd         | Juventus FC       |        |
| 2005  | Andriy Chevtchenko   | Milan AC          |        |
| 2006  | Ronaldo              | Real Madrid       |        |
| 2007  | Alessandro Del Piero | Juventus FC       |        |
| 2008  | Roberto Carlos       | Fenerbahçe SK     |        |
| 2009  | Ronaldinho           | AC Milan          | 43,755 |
| 2010  | Francesco Totti      | AS Rome           | 25,738 |
| 2011  | Ryan Giggs           | Manchester United |        |
| 2012  | Zlatan Ibrahimović   | Paris SG          |        |
| 2013  | Didier Drogba        | Galatasaray SK    |        |
| 2014  | Andrés Iniesta       | FC Barcelone      |        |
| 2015  | Samuel Eto'o         | Antalyaspor       |        |
| 2016  | Gianluigi Buffon     | Juventus FC       |        |
| 2017  | Iker Casillas        | FC Porto          |        |
| 2018  | Edinson Cavani       | Paris SG          |        |
| 2019  | Luka Modrić          | Real Madrid       |        |
| 2020  | Cristiano Ronaldo    | Juventus FC       |        |
| 2021  | Mohamed Salah        | Liverpool FC      |        |
| 2022. | Robert Lewandowski   | FC Barcelone      |        |
| 2024  | Lautaro Martínez     | Inter Milan       |        |

### Par pays
| pays           | Gagné |
| -------------- | ----- |
| Italie         | 4     |
| Brésil         | 3     |
| Espagne        | 2     |
| Tchéquie       | 1     |
| Ukraine        | 1     |
| Pays de Galles | 1     |
| Suède          | 1     |
| Côte d'Ivoire  | 1     |
| Cameroun       | 1     |
| Uruguay        | 1     |
| Croatie        | 1     |
| Portugal       | 1     |
| Égypte         | 1     |
| Pologne        | 1     |
| Argentine      | 1     |

### Par club
| Club              | Gagné |
| ----------------- | ----- |
| Juventus FC       | 4     |
| Paris SG          | 2     |
| Milan AC          | 2     |
| Real Madrid       | 2     |
| FC Barcelone      | 2     |
| Brescia Calcio    | 1     |
| Fenerbahçe SK     | 1     |
| Manchester United | 1     |
| AS Rome           | 1     |
| Galatasaray SK    | 1     |
| Antalyaspor       | 1     |
| FC Porto          | 1     |
| Liverpool FC      | 1     |
| Inter Milan       | 1     |

## Les lauréats féminin
| Année | Joueur           | Club     |
| ----- | ---------------- | -------- |
| 2022  | Kosovare Asllani | AC Milan |
| 2024  | Saki Kumagai     | AS Rome  |

## Les légendes
| Année | Légendes              |
| ----- | --------------------- |
| 2003  | Diego Maradona        |
| 2003  | Eusébio               |
| 2003  | Gianni Rivera         |
| 2003  | Just Fontaine         |
| 2004  | Alfredo Di Stéfano    |
| 2004  | Dino Zoff             |
| 2004  | Michel Platini        |
| 2005  | Francisco Gento       |
| 2005  | George Best           |
| 2005  | George Weah           |
| 2005  | Gigi Riva             |
| 2005  | Roberto Rivellino     |
| 2006  | Alcides Ghiggia       |
| 2006  | Ferenc Puskás         |
| 2006  | Giacinto Facchetti    |
| 2006  | Raymond Kopa          |
| 2006  | Zico                  |
| 2007  | Gerd Müller           |
| 2007  | Hristo Stoitchkov     |
| 2007  | Mario Kempes          |
| 2007  | Paolo Rossi           |
| 2007  | Romário               |
| 2008  | Aldair                |
| 2008  | Igor Belanov          |
| 2008  | Luis Suárez           |
| 2008  | Zinedine Zidane       |
| 2009  | Karl-Heinz Rummenigge |
| 2009  | Nilton Santos         |
| 2009  | Oleg Blokhin          |
| 2009  | René Higuita          |
| 2009  | Zbigniew Boniek       |
| 2010  | Dunga                 |
| 2010  | Francisco Varallo     |
| 2010  | Franz Beckenbauer     |
| 2010  | Giancarlo Antognoni   |
| 2010  | Hugo Sánchez          |
| 2011  | Abedi Pele            |
| 2011  | Javier Zanetti        |
| 2011  | Luís Figo             |
| 2011  | Rabah Madjer          |
| 2011  | Ruud Gullit           |
| 2012  | Eric Cantona          |
| 2012  | Franco Baresi         |
| 2012  | Lothar Matthäus       |
| 2012  | Pelé                  |
| 2013  | Carlos Valderrama     |
| 2013  | Jean-Pierre Papin     |
| 2013  | Osvaldo Ardiles       |
| 2014  | Antonín Panenka       |
| 2014  | Jean-Marie Pfaff      |
| 2014  | Hakan Sukur           |
| 2014  | Hidetoshi Nakata      |
| 2014  | Mia Hamm              |
| 2014  | Roger Milla           |
| 2015  | Gheorghe Hagi         |
| 2015  | Daniel Passarella     |
| 2015  | David Trezeguet       |
| 2015  | Rinat Dasayev         |
| 2016  | Frank de Boer         |
| 2016  | Claudio Ranieri       |
| 2016  | Carles Puyol          |
| 2016  | Deco                  |
| 2017  | Michael Owen          |
| 2017  | Roberto Mancini       |
| 2017  | Marcel Desailly       |
| 2017  | Oliver Kahn           |
| 2017  | Li Ming               |
| 2018  | Marcello Lippi        |
| 2018  | Andrea Pirlo          |
| 2018  | Didier Deschamps      |
| 2018  | Clarence Seedorf      |
| 2018  | Leonardo              |
| 2019  | Falcão                |
| 2019  | Patrick Vieira        |
| 2019  | Carolina Morace       |
| 2019  | José Altafini         |
| 2021  | Dani Alves            |
| 2021  | Gabriele Oriali       |
| 2021  | Günter Netzer         |
| 2021  | Kelly Smith           |
| 2021  | Paolo Maldini         |

### Par pays
| Pays            | Joueurs |
| --------------- | ------- |
| Italie          | 15      |
| Brésil          | 13      |
| France          | 10      |
| Argentine       | 7       |
| Allemagne       | 5       |
| Espagne         | 3       |
| Ukraine         | 3       |
| Portugal        | 3       |
| Pays-Bas        | 3       |
| Tchéquie        | 2       |
| Colombie        | 2       |
| Cameroun        | 2       |
| Uruguay         | 1       |
| Pays de Galles  | 1       |
| Suède           | 1       |
| Côte d'Ivoire   | 1       |
| Irlande du Nord | 1       |
| Liberia         | 1       |
| Hongrie         | 1       |
| Bulgarie        | 1       |
| Pologne         | 1       |
| Mexique         | 1       |
| Ghana           | 1       |
| Algérie         | 1       |
| Belgique        | 1       |
| Turquie         | 1       |
| Japon           | 1       |
| États-Unis      | 1       |
| Russie          | 1       |
| Roumanie        | 1       |
| Angleterre      | 1       |
| Chine           | 1       |

## Golden Foot Prestige
| Année | Personnalité     | Poste                                            |
| ----- | ---------------- | ------------------------------------------------ |
| 2021  | Andrea Agnelli   | Président de la Juventus                         |
| 2021  | Gabriele Gravina | Président de la Fédération italienne de football |